# Lagor
Lagor ist eine französische Gemeinde mit 1.134 Einwohnern (Stand: 1. Januar 2022) im Département Pyrénées-Atlantiques in der Region Nouvelle-Aquitaine (vor 2016: Aquitanien). Sie gehört zum Arrondissement Pau, zum Kanton Le Cœur de Béarn (bis 2015: Kanton Lagor) und zum Gemeindeverband Lacq-Orthez.

## Geografie
Lagor liegt etwa 25 Kilometer westnordwestlich von Pau in der historischen Provinz Béarn. Der Gave de Pau fließt im Nordosten der Gemeinde. Seine Nebenflüsse Luzoué und Geü sowie dessen Zufluss Soularau durchqueren das Gemeindegebiet. Umgeben wird Lagor von den Nachbargemeinden Mont im Norden, Abidos im Osten und Nordosten, Os-Marsillon im Osten, Lahourcade im Süden und Südosten, Lucq-de-Béarn im Süden, Vielleségure im Südwesten, Sauvelade im Westen sowie Maslacq im Nordwesten.
Die Gemeinde liegt auch im Weinbaugebiet Béarn.

## Bevölkerungsentwicklung
| Jahr                      | 1962 | 1968 | 1975 | 1982 | 1990 | 1999 | 2006 | 2013 |
| Einwohner                 | 1526 | 1511 | 1274 | 1306 | 1295 | 1253 | 1220 | 1201 |
| Quelle: Cassini und INSEE |      |      |      |      |      |      |      |      |

## Sehenswürdigkeiten

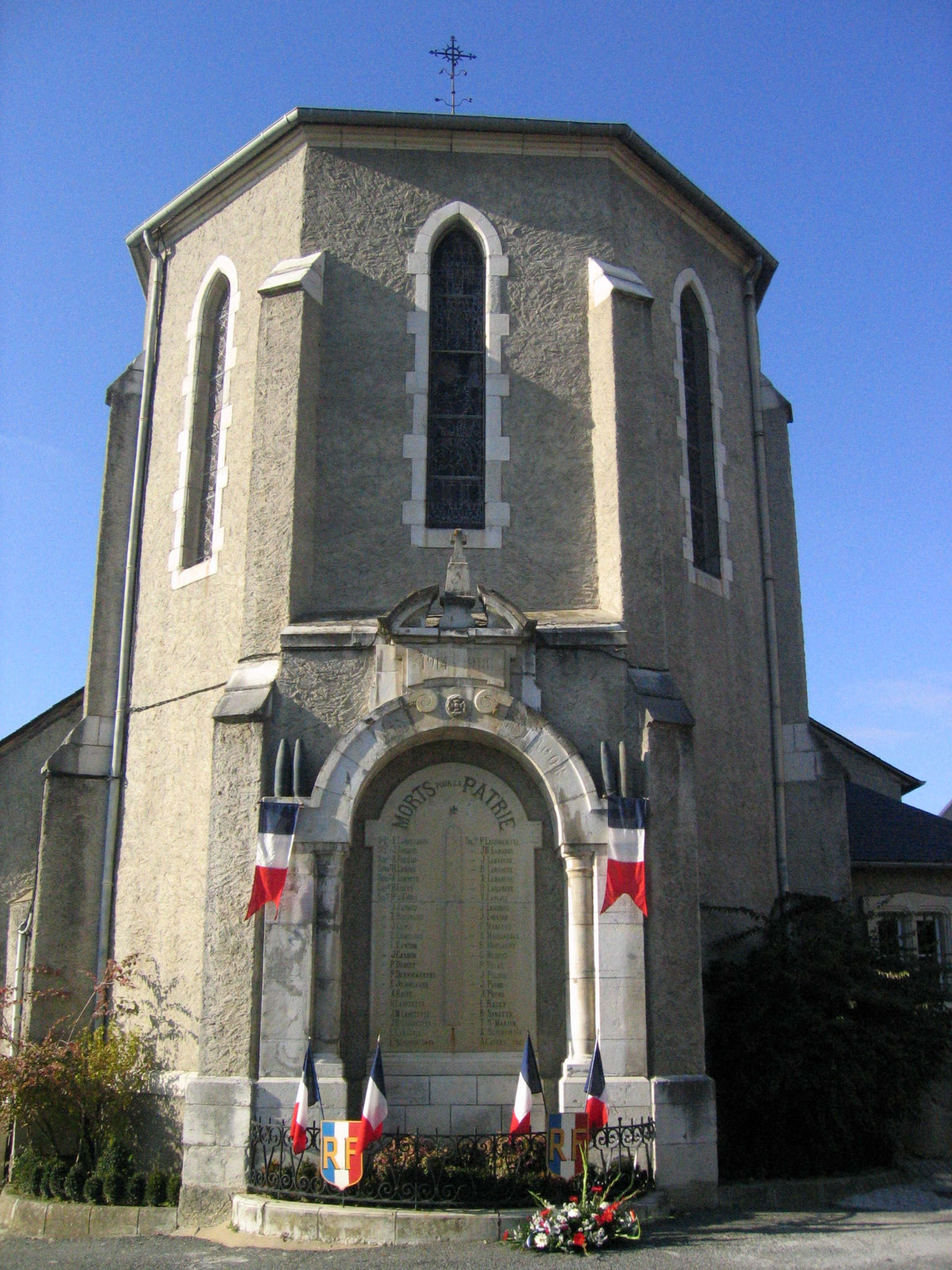
Kirche Saint-Michel

- Kirche Saint-Michel

## Weinbau
Der Ort gehört zum Weinbaugebiet Béarn.